# آرتور وای‌براو
آرتور وای‌براو (انگلیسی: Arthur Whybrow؛ ‏ ۲۰ اوت ۱۹۲۳ – ۲۳ آوریل ۲۰۰۹) بازیگر اهل بریتانیا بود.
از فیلم‌ها یا مجموعه‌های تلویزیونی که وی در آن‌ها نقش داشته‌است، می‌توان به پادشاه داوود، خدمات شخصی، وایلد، عنکبوت و پوآرو اشاره نمود.